# استان انداهوایلاس
استان انداهوایلاس (به اسپانیایی: Andahuaylas Province) یک استان در پرو است که در منطقه اپوریماک واقع شده‌است.